# Francisco Maciel García
Francisco Maciel García (Santiago de Querétaro, 7 de gener de 1964) és un extennista mexicà dels anys 80 i 90. El seu fet més destacat fou la consecució de la medalla d'argent olímpica a Los Angeles 1984 en individuals (medalla no oficial en ser esport de demostració).
Va ser president de la Federación Mexicana de Tennis (FMT) entre els anys 2000 i 2008.

## Jocs Olímpics

### Individual
| Any  | Campionat                                              | Oponent       | Resultat    |
| ---- | ------------------------------------------------------ | ------------- | ----------- |
| 1984 | Jocs Olímpics, Los Angeles, Estats Units (demostració) | Stefan Edberg | 1−6, 6−7(6) |